# Czerwiec 2012

## 30 czerwca
- O godzinie 23:59:59 czasu uniwersalnego została dodana dodatkowa sekunda przestępna (23:59:60) w celu zsynchronizowania doby z opóźniającym się ruchem obrotowym Ziemi

## 23 czerwca
- Fernando Lugo utracił urząd prezydenta Paragwaju w procesie impeachmentu. (dziennik.pl)
- Polscy seniorzy zdobyli srebrny medal na 51. Drużynowych Mistrzostwach Europy w brydżu sportowym. (Wyniki zawodów)
- Amerykanin Ashton Eaton ustanowił w Eugene nowy rekord świata w lekkoatletycznym dziesięcioboju – 9039 pkt. (usatf.org)

## 22 czerwca
- Raja Pervez Ashraf został wybrany na stanowisko premiera Pakistanu. (wnp.pl)

## 21 czerwca
- Zmarł Henryk Bereza, polski krytyk literacki. (gazeta.pl)

## 20 czerwca
- Andonis Samaras został zaprzysiężony na stanowisku premiera Grecji. (BBC News)

## 17 czerwca
- W Grecji odbyły się przyspieszone wybory parlamentarne
- We Francji odbyła się II tura wyborów parlamentarnych

## 16 czerwca
- Zmarł Najif ibn Abd al-Aziz as-Saud, następca tronu Arabii Saudyjskiej.
- Zmarł Sławomir Petelicki, generał brygady Wojska Polskiego, pierwszy dowódca Jednostki Wojskowej 2305 (GROM). (PAP)

## 15 czerwca
- Zmarł Stefan Stuligrosz, polski dyrygent chórów, twórca Chóru Chłopięco-Męskiego „Poznańskie Słowiki”. (gazeta.pl)

## 11 czerwca
- Rosjanka Marija Szarapowa oraz Hiszpan Rafael Nadal zwyciężyli w rywalizacji singlistów podczas wielkoszlemowego tenisowego turnieju French Open. (ATP World Tour, WTA Tennis)

## 8 czerwca
- Na Stadionie Narodowym w Warszawie rozpoczęły się Mistrzostwa Europy w Piłce Nożnej 2012.

## 5 czerwca
- W wieku 91 lat zmarł w Los Angeles amerykański pisarz fantastyki naukowej Ray Bradbury (The New York Times).

## 3 czerwca
- 159 osób zginęło w katastrofie lotniczej w Lagos (The Aviation Herald).

## 2 czerwca
- Były prezydent Egiptu Husni Mubarak został skazany na karę dożywotniego więzienia za współudział w zabójstwie demonstrantów (BBC News).